# HMAS Quadrant (G11)
Le  HMAS Quadrant (G11/D11/F01) est un destroyer de classe Q en service dans la Royal Navy pendant la Seconde Guerre mondiale et dans la Royal Australian Navy de 1945 à 1957.
Seul navire de guerre britannique à être nommé d'après l'instrument de navigation, le destroyer est mis sur cale le 24 septembre 1940 aux chantiers navals Hawthorn Leslie and Company de Hebburn, dans la Tyne. Il est lancé le 28 février 1942 et mis en service le 26 novembre 1942, sous le commandement du lieutenant commander William Howard Farrington.

## Historique

### Royal Navy

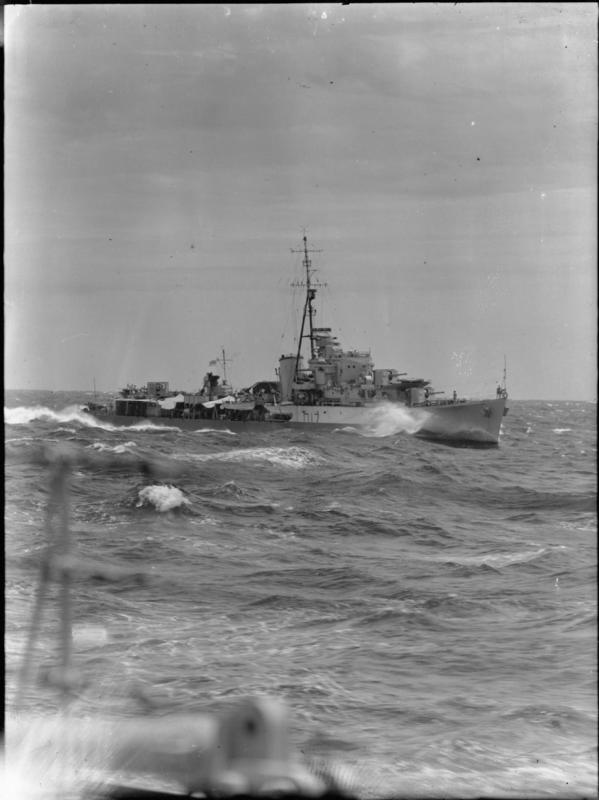
Le Quadrant en 1944, opérant avec la British Pacific Fleet.

Peu après sa mise en service, il escorte les convois de l'Arctique jusqu'en 1943. Entre-temps, il effectue des missions d'escorte de convois dans l’Atlantique Sud et l’océan Indien.
Le Quadrant a pris part aux débarquement en Afrique du Nord, ainsi qu'aux frappes sur Surabaya et les îles Nicobar. Lors de cette période, il opère avec l'Eastern Fleet. En 1945, il rejoint la British Pacific Fleet, prenant part à des opérations contre Formose, Okinawa et les îles japonaises. Peu après la fin de la guerre, il sert de transport de troupes de la Nouvelle-Guinée à l'Australie.

### Royal Australian Navy
En octobre 1945, le Quadrant est prêté à la Royal Australian Navy en échange de l'un des destroyers de la classe N prêté par la Royal Navy pendant la guerre. Le 18 octobre 1945, il est commissionné à Sydney sous le nom de HMAS Quadrant. Il est commandé par le lieutenant commander William F. Cook.
Après des exercices supplémentaires dans les eaux australiennes et nordiques, dont une visite au Japon et à Hong Kong, le Quadrant est placé en réserve à Sydney le 20 juin 1947. Lors de court son service dans la marine australienne, le destroyer aura parcouru 39 093,2 milles.
Le 15 février 1950, le croiseur lourd HMAS Australia appareille de Sydney pour Melbourne en remorquant le Quadrant. Les navires atteignent Melbourne le 18 février. En avril 1950 débutent les travaux de conversion en frégate de lutte anti-sous-marine. Le transfert du navire à la Royal Australian Navy est définitivement acté en juin 1950.

#### Conversion en frégate ASM

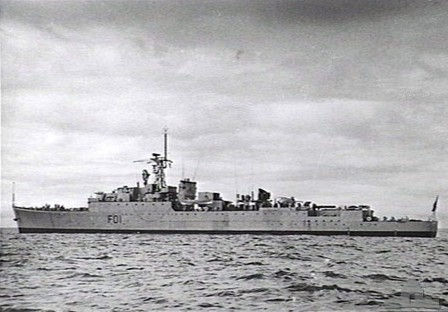
Le HMAS Quadrant en 1953, après sa reconversion en frégate ASM.

Lors des travaux, la totalité de son armement est remplacée par deux canons de 4 pouces, deux canons Bofors de 40 mm et deux squids. La conversion s'achève au milieu de 1953 et le navire est remis en service le 16 juillet.
Après sa remise en service, le Quadrant opère principalement dans les eaux australiennes. En février 1954, le Quadrant escorte le yacht royal Gothic (en) lors de la visite en Australie de la reine Élisabeth II et du duc d'Édimbourg. La frégate visite la Nouvelle-Guinée, Manus et la Nouvelle-Bretagne en octobre 1954, la Nouvelle-Zélande en mars 1955 et prend part à des exercices dans les eaux d'Extrême-Orient en juin 1955. En mars 1956, elle participe à des exercices dans les eaux malaises.
En juin 1956, elle sert un certain temps de navire de surveillance avec la flotte japonaise en mer d’Arafura. En octobre 1956, elle se rend à nouveau en Extrême-Orient pour d'autres exercices, visitant au passage Hong Kong, Singapour et Manille. En 1957, la frégate déjà désuète est déclassée. Cependant, en février 1957, le Quadrant visite de nouveau la Nouvelle-Zélande. Son service opérationnel prend fin en mai 1957 et elle est placée dans la réserve opérationnelle de Sydney le 16 août 1957.
De 1953 à 1957, le navire a parcouru 113 508,5 milles. Le kilométrage total parcouru lors de son service fut donc de 152 601,7 milles.
Le 15 février 1963, le Quadrant est vendu pour démolition à la société japonaise Kinoshita & Co Ltd.